# Galareta Whartona

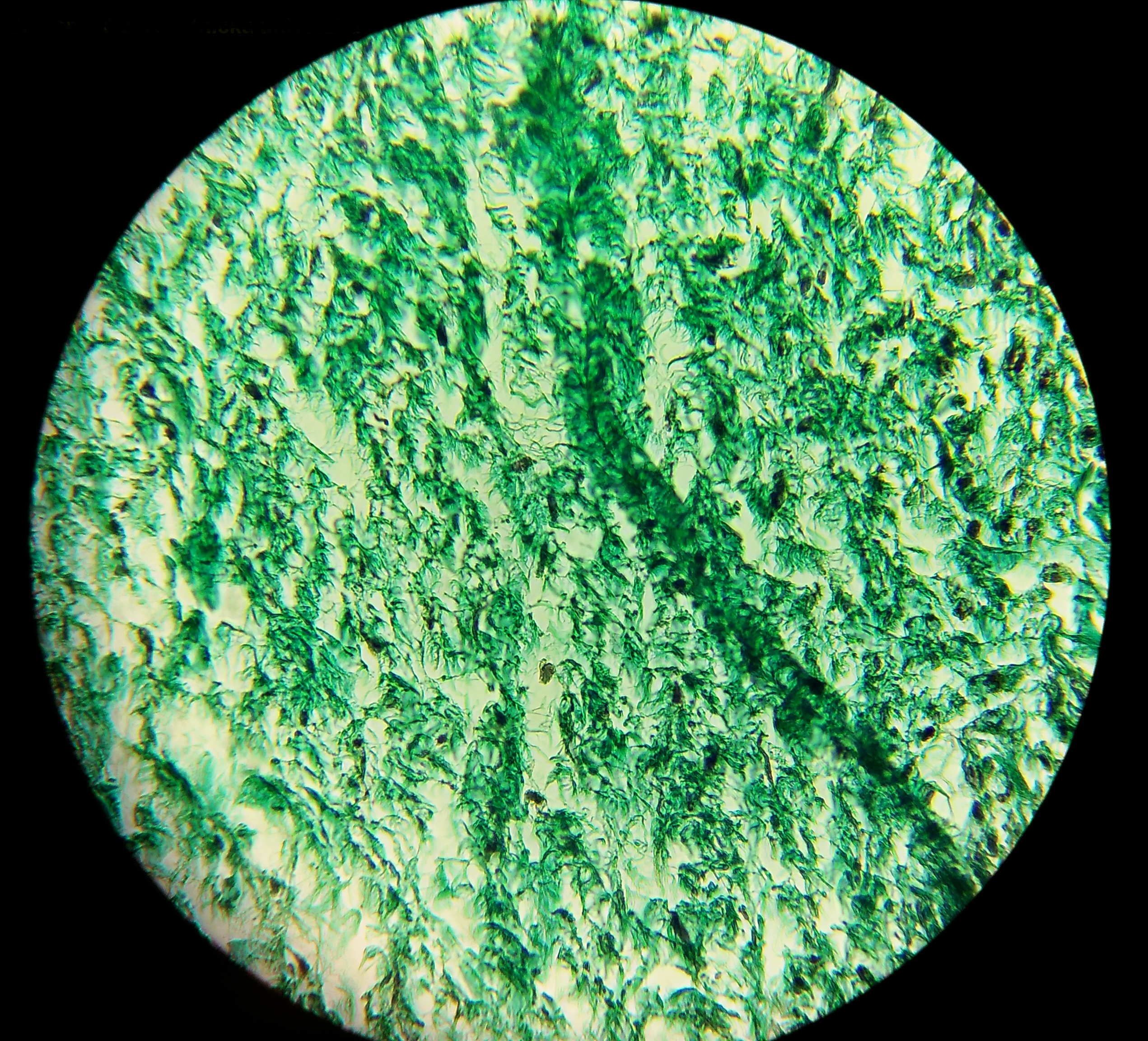
Galareta Whartona, obraz histologiczny (trichrom)

Galareta Whartona (ang. Wharton's jelly) – substancja znajdująca się w sznurze pępowinowym, na którą składają się głównie mukopolisacharydy (kwas hialuronowy i siarczan chondroityny). Zawiera też makrofagi i fibroblasty. 
Jest szczególnym typem tkanki łącznej galaretowatej. Pod wpływem zmiany temperatury w środowisku zewnątrzmacicznym zmniejsza objętość i zaciska naczynia pępowinowe. Komórki galarety Whartona wykazują ekspresję wielu genów komórek macierzystych, w tym telomerazy. Mogą być wyizolowane, hodowane i pobudzone do różnicowania w kierunku innych typów komórek, np. neuronów. Galareta Whartona jest tym samym potencjalnym źródłem dojrzałych komórek macierzystych.
Nazwa tkanki pochodzi od Thomasa Whartona, angielskiego lekarza i anatoma, który przedstawił jej opis w swoim dziele "Adenographia: sive glandularum totius corporis descriptio" z 1656 roku.